# Engblåfugl
Engblåfugl (Polyommatus semiargus) er en sommerfugl i blåfuglefamilien. Den er udbredt i størstedelen af Europa, i dele af Nordvestafrika og mod øst gennem Asien til Mongoliet. Den findes i Danmark især i Jylland, hvor den kan være almindelig på let jord på blomsterrige enge og overdrev, både tørre og fugtige. Arten er generelt i tilbagegang i Europa, fordi dens levesteder indskrænkes. Engblåfugl har i Danmark en enkelt generation på et år og ses især flyve i juni og juli. Dens flugt er usikker med korte svæv og den sætter sig ofte i vegetationen med halvt udslåede vinger.
Arten blev første gang videnskabeligt beskrevet af den tyske entomolog S. A. von Rottemburg i 1775.

## Udseende
Hunnen af engblåfugl er brun på oversiden uden orange tegninger. Hannen er derimod på oversiden blå, oftest med fremtrædende ribber, sort vingesøm og markante hvide frynser. Undersiden er hos begge køn gråbrun med enkle sorte pletter, men er uden orange eller sorte pletter i sømfeltet. Vingefanget er 27-32 millimeter.
- Cyaniris semiargus ♂
- Cyaniris semiargus ♂  △

## Livscyklus
Engblåfugl har i Danmark flyvetid fra juni til august og forekommer i en enkelt generation om året. Den overvintrer som larve, der forpupper sig om foråret. Puppen klækker efter et par uger og den voksne sommerfugl kommer frem. Længere sydpå i Europa forekommer to eller tre generationer om året.

## Larvens foderplanter
Engblåfuglens larve har kløver, specielt rødkløver, som foderplante.

## Billeder
- Hun
- Vingeundersider